# 阿扎迪斯坦
阿扎迪斯坦（羅馬化：Āzādestān，直译：「自由之地」）是伊朗阿塞拜疆历史上的一个共和國，存在于1920年初至同年9月，由穆罕默德·基亞巴尼建立。
在1917年俄國革命後不久，基亞巴尼重建五年前被取締的大不里士民主黨，並發行机关報《革新》。
第一次世界大戰結束後，波斯出現了一個抗議完全轉移波斯所有軍事，財政和海關事務權利予英國的條約。基亞巴尼決定把伊朗阿塞拜疆脫離德黑蘭控制，在1920年各中央政府宣布伊朗阿塞拜疆是阿扎迪斯坦，他不認為自己是一個分裂分子，而是為伊朗提供一個自由和民主治理的典範。
但基亞巴尼的共和國在同年9月被沃索·杜烏拉軍事鎮壓，新首相派遣邁赫迪·戈利·希達亞特到大不裡士，給他充分的權力進行軍事行動。他在當年夏末殺死基亞巴尼，阿扎迪斯坦解體。